# 2004 A.I.
『2004 A.I.』（2004 エー・アイ）は、AIの3枚目のオリジナルアルバム。2004年6月16日発売。発売元はユニバーサルシグマ。

## 解説
「ORIGINAL A.I.」から約1年、「Rhythm & Babe」から約2ヶ月振りのアルバム。

## 収録曲
1. Intro(1:01)
2. E.O.(4:00) 
作詞：AI、作曲：2 SOUL
8thシングル。「E.O.」は「Everythings O.K.」の略。PV監督はUGICHIN
3. After The Rain(5:01) 
作詞：AI、作曲：AI・MICHICO・T-KUMA
7thシングル。PV監督は木之村美穂
4. 100%(3:36) 
作詞：AI、作曲：T-KUMA・MICHICO・AI
クレジットには書かれていないが、ビヨンセの「Crazy In Love」がサンプリングされている。
5. L'Haleine des Cordes [Interlude](0:54)
6. Breathe(4:41) 
作詞：AI、作曲：Char
7. 無限(4:09) 
作詞・作曲：AI・今井大介
「After The Rain」収録
8. Say Yes,Say No(4:21) 
作詞：AI、作曲：2 SOUL
9. ALIVE(4:37) 
作詞：AI・Shoko Fujibayashi、作曲：2 SOUL
「E.O.収録」
10. エンジェル feat.BOY-KEN(4:28) 
作詞：AI・BOY-KEN、作曲：AI・813
「WATCH OUT! feat.AFRA+TUCKER」収録
11. I'm Sorry(4:21) 
作詞：AI、作曲：今井大介
12. WATCH OUT! feat.AFRA + TUCKER (3:58) 
作詞：AI、作曲：AI・AFRA・TUCKER
9thシングル。PV監督は番場秀一。K DUB SHINEが出演。
13. オンガクキイテ [Interlude](0:59)
14. Listen 2 Da Music(3:47) 
作詞：AI、作曲：AI・813
15. Dreaming Of You(4:33) 
作詞：Chanette Higgens・Chanoah Higgens(ANTHEM)、日本語詞：AI、作曲：Charsten Lidberg・Joachim Svare